# Amédée Despans-Cubières
Amédée Despans-Cubières (Parigi, 4 marzo 1786 – Parigi, 6 agosto 1853) è stato un generale francese.

## Biografia

### Gioventù
Fu figlio illegittimo del marchese Louis Pierre de Cubières (paggio di Luigi XV e possidente di Luigi XVI e, dal 1815, di Luigi XVIII) e di madame Guesnon de Bonneuil (nata Michelle Sentuary). Da bambino interpretò il ruolo di Amore durante una festa organizzata presso l'Ermitage di Versailles dal padre e dalla madre in onore di Maria Antonietta. All'età di 6 anni Amédée Despans-Cubières fu per breve tempo imprigionato con la famiglia nella prison des Récollets di Versailles dopo la giornata del 10 agosto 1792, prima di diventare uno degli "enfants de la liberté" cresciuti dallo Stato nell'ex abbazia di Saint-Martin, prima di venire accettato nella famiglia Jordan. Nel 1803, su richiesta della madre madame de Bonneuil, fu adottato dal padre e ne prese il nome.

### Primo Impero
Iscritto alla prytanée di Saint-Cyr, entrò nell'esercito da privato nel 1º reggimento corazzieri nel 1803. Iniziò la scuola militare di Fontainebleau il 23 ottobre 1804, abbandonandola col grado di sottotenente del 15º reggimento di linea. Fece parte di quel reggimento ad Austerlitz e nelle campagne di Prussia e Polonia, venendo citato nel dispaccio di Austerlitz e ferito nella battaglia di Jena (1806). Promosso tenente il 30 novembre 1806, ricevette la croce della Legion d'onore nella battaglia di Eylau.
Aiutante di campo del generale Charles Antoine Morand (dal 12 gennaio 1808), lo seguì nella campagna d'Austria del 1809, nella campagna di Russia del 1812 e nella campagna di Germania del 1813. Combatté valorosamente ad Eckmühl e fu promosso capitano ad Essling (7 giugno 1809). Partecipò alla battaglia di Wagram (6 luglio 1809) e tre suoi cavalli furono abbattuti nella battaglia di Borodino. Napoleone Bonaparte lo nominò ufficiale della Legion d'onore per l'ottima condotta nella campagna del 1813, durante la quale divenne maggiore (promosso il 3 ottobre 1813). Il 19 novembre 1813 divenne colonnello del 18º reggimento di fanteria leggera. sempre nel 1813 sposò la romanziera Aglaé Buffaut, figlia della sua sorellastra Marie-Michelle Guesnon de Bonneuil, prima viscontessa du Bouzet de Marin e poi madame Philippe Buffaut.
Al ritorno di Napoleone dall'Elba nel 1815, il colonnello de Cubières fu nominato colonnello à la suite del 1º reggimento di fanteria leggera, del quale il colonnello titolare era Pierre Riel de Beurnonville. Secondo Jolyet Napoleone vide questo reggimento il giorno dopo l'arrivo a Parigi del 21 marzo, e chiese chi ne fosse il comandante. Cubières rispose "Sir, è il colonnello de Beurnonville; ma è malato". Napoleon rispose "Beurnonville non è malato - sei tu, colonnello Cubières, che deve comunque prendere il comando del 1º fanteria leggera". Cubières avrebbe voluto rifiutare, ma Napoleon non gliene diede il tempo. Nonostante fosse leale a Napoleone, Cubières chiese ai propri soldati di opporsi all'Acte additionnel aux constitutions de l’Empire, per sottolineare la necessità di un governo riformista e liberale. Il 1º fanteria leggera fu l'unico a votare contro l'atto. Nel 1815 Despans-Cubières combatté col proprio reggimento a Waterloo e fu ferito nella battaglia di Quatre-Bras ed a Mont-Saint-Jean.

### Restaurazione francese
Secondo Jolyet, Cubières fu "il più valoroso soldato ed il miglior soldato che io abbia mai visto. Oltre a questo aveva una notevole bellezza, uno spirito brillante, e un amore generoso ed indipendente". Uno degli ufficiali che redigevano i resoconti per la dismissione dell'esercito dopo i Cento giorni disse che aveva "un fisico gradevole, era molto istruttivo, un eccellente colonnello, che prestò servizio con zelo e lealtà, un'eccellente condotta" e decise che andava tenuto nell'esercito borbonico. Nonostante questa richiesta perse il suo incarico dopo i Cento giorni, ma l'influenza del padre a corte gli permise di ottenere la croce dell'Ordine di San Luigi (1820). Rientrò nell'esercito in occasione della guerra civile spagnola del 1823, e fu messo a capo del 27º reggimento di fanteria di linea. Partecipò alla spedizione Morea con il proprio reggimento, e ricevette il titolo di maresciallo di campo (27 febbraio 1829).

### Monarchia di Luglio
Promosso commendatore della Legion d'onore (21 marzo 1831), fu nominato comandante in capo delle truppe francesi sbarcate ad Ancona nello Stato Pontificio (9 febbraio 1832) per occupare la città in rappresaglia all'intervento austriaco a Bologna. Tornato in Francia nel 1837 col grado di tenente generale, divenne ministro della guerra nel governo di transizione del 1839 (31 marzo-13 maggio 1839), prima di partecipare al secondo governo di Adolphe Thiers (1º marzo-29 ottobre 1840). Legò il proprio nome alle fortificazioni di Parigi, alla scelta di scrivere una storia di tutti i reggimenti francesi a partire da Francesco I ed all'organizzazione dei cacciatori di Vincennes. Divenne parìa di Francia il 7 novembre 1839, prese parte alle discussioni della camera dei pari su tasse e strade prima di venire nominato grande ufficiale della Legion d'onore il 27 aprile 1840.

### Lo scandalo Teste-Cubières
Dopo aver lasciato l'esercito, il generale Despans-Cubières fu coinvolto nell'affare Teste-Cubières, uno dei peggiori scandali della Monarchia di Luglio. Despans-Cubières aveva acquistato 159 000 azioni (il 7% del capitale) di un'impresa che, grazie alla "concession de Gouhenans", si era guadagnata l'autorizzazione a scavare le miniere di carbone di Gouhenans e dell'area circostante. Durante la ricerca di nuovo carbone, la ditta scoprì un deposito di Halite e chiese il permesso di scavarlo. La richiesta fu respinta. Nonostante questo, la ditta ne iniziò l'estrazione e la vendita. Uno dei suoi soci, Parmentier, fu imprigionato e multato di 500 franchi, mentre la miniera fu chiusa il 5 febbraio 1835.
Il 24 aprile 1841 la ditta chiese di nuovo la concessione per il sale. Il generale Despans-Cubières propose di acquistare l'autorizzazione richiesta dal ministro dei lavori pubblici, Jean-Baptiste Teste, e in una lettera del 1842 ai soci afferma che "non c'è dubbio sui metodi con i quali dovremmo creare un sostegno all'interno del consiglio [dei ministri]. Ho i mezzi per arrivare a questo sostegno, e sta a voi fornire i mezzi per renderlo interessante per lui [...] Non dimenticate che il governo è in mano a uomini avidi e corrotti". Teste accettò una tangente di 94000 franchi dalla ditta. Nel frattempo fu pubblicato il romanzo del 1844 intitolato Il conte di Montecristo, e secondo la Librairie Générale Française (1995) il suo personaggio principale, Fernand Mondego, fu ispirato al generale Despans-Cubières.
L'affare venne alla luce nel maggio 1847 durante il processo dei soci della miniera di fronte al tribunale civile della Senna. Il direttore Parmentier depose a propria difesa numerose lettere el generale Despans-Cubières che istigava al pagamento della tangente. L'affare ricevette pubblicità, e lo scandalo scosse il governo. Il re decise di spostare il caso presso la camera dei Pari. L'8 luglio 1847 il ministro della guerra Teste, Despans-Cubières, Parmentier ed un certo Pellapra (ex generale che aveva funto da intermediario) furono portati di fronte all'alta corte con l'accusa di corruzione, ed il 17 luglio il generale Despans-Cubières fu condannato alla degradazione ed al pagamento di una multa di 10 000 franchi. Nonostante tutto, il 17 agosto 1852 godette di un decreto di riabilitazione presso la corte d'appello di Rouen. Gli fu permesso di congedarsi col grado di generale di divisione il 1º gennaio 1853, e morì pochi mesi dopo.